# Hőszigetelés

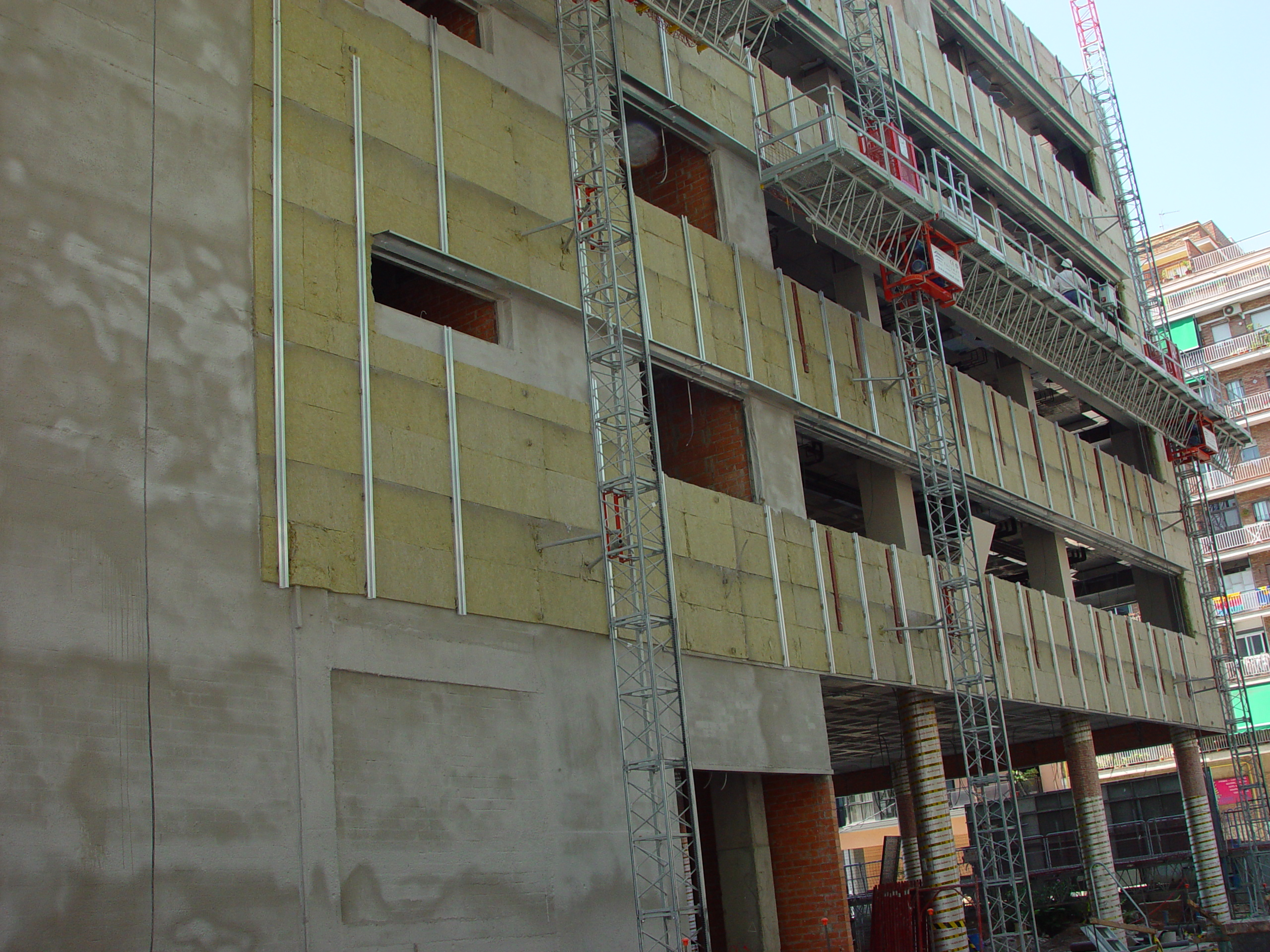
Egy épület homlokzatának hőszigetelése bazaltgyapottal

A hőszigetelés általános értelemben két eltérő hőmérsékletű tér (például a kültér és az épületbelső) között fellépő hőátadás gátlása, jellemzően nagy hőellenállással rendelkező szerkezettel. Lényege a hő terjedésének megakadályozása. Nemcsak az épületek hőszigetelése fontos, hanem hőszigetelő funkciója van a rétegesen felvett ruházatnak és bizonyos eszközök műanyaggal vagy más anyagokkal való beburkolásának is. Kiváló hőszigetelő tulajdonsággal a laza szerkezetű anyagok rendelkeznek. 
A hőszigetelés célja általában az energiatakarékosság, ami részben költségmegtakarításban, másrészt környezetvédelemben jelentkezik. 

## Hőszigetelés fajták

### Épületek hőszigetelése
Az épületek egyik tulajdonsága, hogy véd a külső időjárási tényezőktől. Az építési tapasztalatok begyűjtése során a többféle épületnek másfajta hőszigetelései alakultak ki. A legtöbb épület lakás célú, ennek tulajdonságaira szabványok (pl. MSZ 24140:2015, MSZ EN 12114, MSZ EN 12412) vonatkoznak, ill. törvények írják elő (7/2006 (V. 24.) TNM rendelet).
A meglévő épületek utólagos hőszigetelése nagy energiamegtakarítási lehetőséget jelent. Az energiafogyasztás átlagának kb. 30-35%-a fűtési energia, az épületállomány kb. 80-90%-a mai igényeknek nem megfelelő energetikai kialakítású. Az utólagos hőszigetelés jelentős, kb. 30-50%-os megtakarítást jelenthet.

### Csővezetékek hőszigetelése
Ipari és épületgépészeti berendezések hideg, és meleg vezetékeinek hőszigetelése energiatakarékossági okokból, ill állagvédelmi okokból (fagyvédelem), vagy pl. tűzrendészeti okból szükséges. A fűtési, meleg HMV, vagy klímaberendezés csöveire a részterület szakmai előírásai vonatkoznak.

### Berendezések hőszigetelése
Az ipari és háztartási berendezések típusa szerint megfelelő hőszigetelés szükséges, pl. hőtároló puffer tartályon, villanybojleren, elektromos kerámiaégető kemencén stb.